# فرودگاه مدسین هت
فرودگاه مدسین هت (به انگلیسی: Medicine Hat Airport) یک فرودگاه همگانی باربری با کد یاتا YXH است که یک باند فرود آسفالت دارد و طول باند آن ۱۵۲۴ متر است. این فرودگاه در کشور کانادا قرار دارد و در ارتفاع ۷۱۷ متری از سطح دریا واقع شده‌است.

## شرکت‌های هواپیمایی و مقصدهای پروازی

### مسافری
| شرکت‌های هواپیمایی  | مقصدهای پروازی |
| ------------------ | -------------- |
| Air Canada Express | کالگری         |
| Integra Air        | ادمونتون       |